# 川浦渓谷

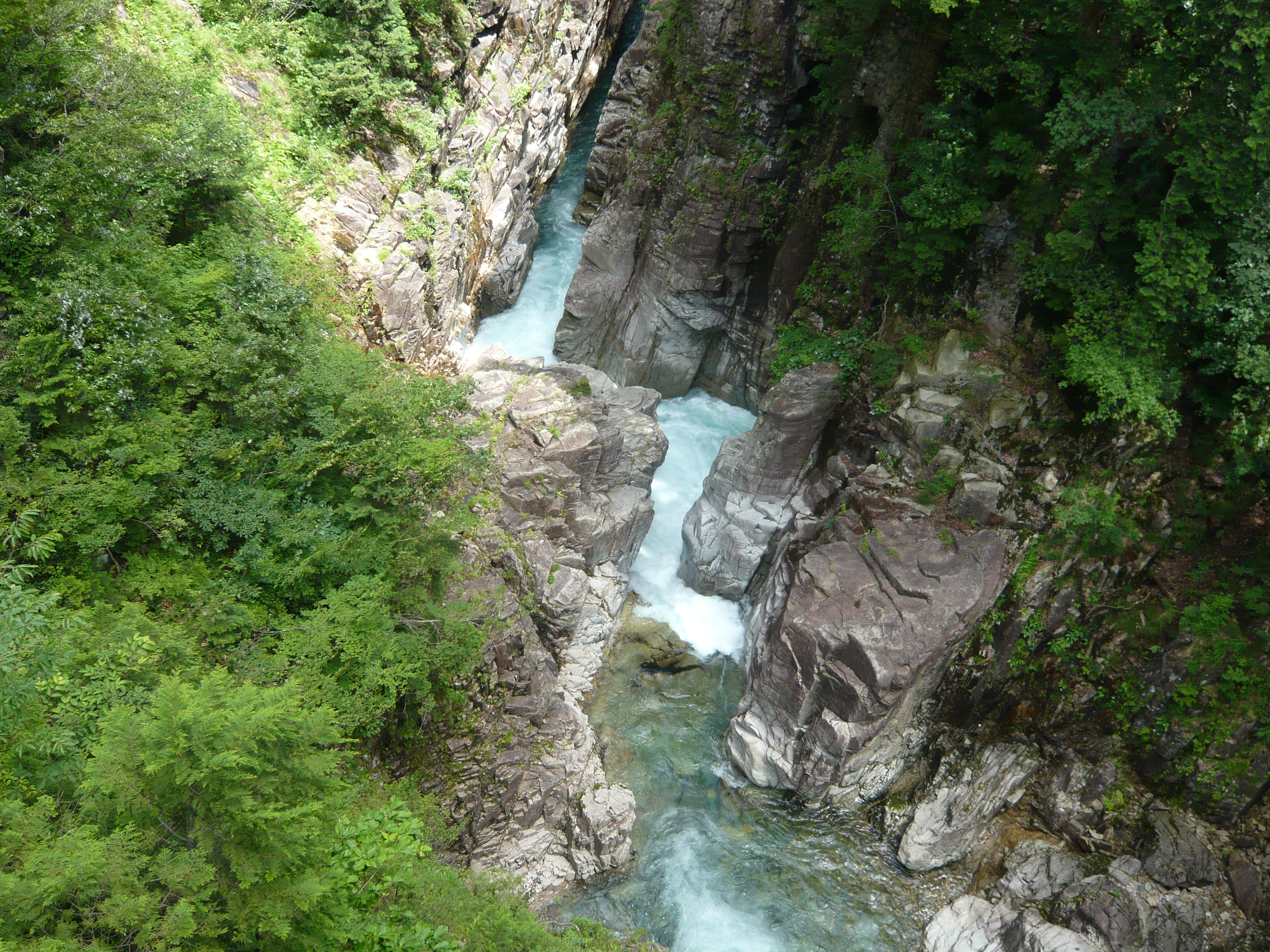
川浦（かおれ）渓谷

川浦渓谷（かおれけいこく）は、岐阜県関市板取にある渓谷。紅葉の名所であり、飛騨・美濃紅葉三十三選の一つに指定されている。
長良川支流の板取川上流部（川浦谷）にあり、高さ40～50mの切り立った花崗岩の断崖がつくる渓谷である。全長は約7km。断崖にはイワツツジが自生している。